# 伊萬里燒

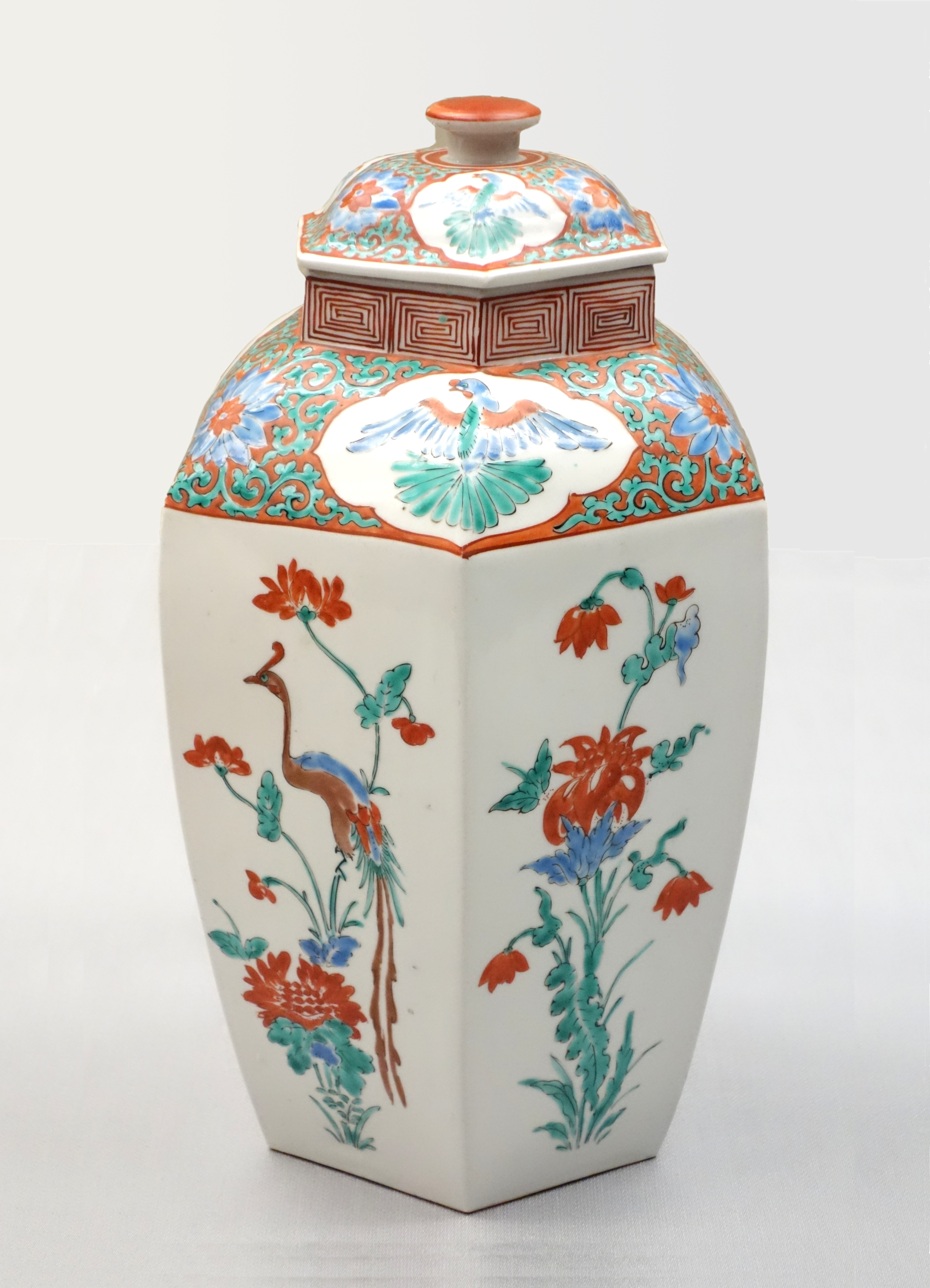
色繪花鳥文六角壺（柿右衛門様式），17世紀作品，東京國立博物館藏

伊萬里燒（日语：／ Imari-yaki），是日本以有田（佐賀縣有田町）為中心的肥前國（今佐賀縣與長崎縣）所生產的瓷器總稱。在壬辰倭亂後的十七世紀初期，使得日本可以在本國生產瓷器，來自朝鮮的製瓷師在有田泉山發現合適的高嶺土，從有田北邊的伊萬里港輸出的瓷器遂在國際大放異彩，為了方便稱呼就稱它為伊萬里瓷。隨時間推移，製瓷的技術發展完備，產生了許多不同種風格的瓷器，並且影響到中國及海外。

## 概要
日本在中世紀以前主要是燒製陶器，瓷器只能仰賴進口。日本首次開始製造國產瓷器是在17世紀的有田地區（佐賀縣有田町）。
伊万里焼（伊萬里瓷）的文獻最初出現在寛永15年（1638年）的《毛吹草》。經考證後，當時日本有兩個地區燒製器皿，分別是唐津的陶器與今利（伊万里）的瓷器（磁器）。
而有田、波佐見等肥前國的地區性瓷器，在近代早期日漸出名，被稱呼為「伊万里焼」。有田地區的製品被稱為「有田燒」、伊万里地區的製品則被稱為「伊万里燒」，以做分別。
近代以後，從船舶運輸改變為鐵道運輸。有許多研究人員還經常把「伊万里焼」稱呼為「肥前的磁器」。

## 歷史
萬曆朝鮮之役（1592年 - 1598年）之後，朝鮮有許多製陶師東渡日本。這些製陶師開始在有田地區生產製造。一般相信是在17世紀初期東渡日本的朝鮮製陶師李参平，在現在的九州北部佐賀縣有田町發現了適合製瓷的高嶺土，建立了許多瓷窯和作坊，燒製出第一批青花瓷，稱作染付。由於在有田地區生產的瓷器透過伊萬里港運輸至日本國內各地，所以被稱為伊萬里瓷。元和2年（1616年），在有田東部的天狗谷窯開始燒製瓷器。雖然古文書已經證實金ヶ江三兵衛是一個真實的人，但不能從歷史記錄證實是在元和2年（1616年）開始燒製瓷器的。
根據九州陶瓷文化館的大橋康二所進行的窯跡調査顯示，瓷器最初的燒製生產不是在有田東部的天狗谷窯、有田西部的天神森窯、小物成窯、小溝窯等地。又根據消費地的挖掘調査，瓷器製造的創始被認為是在1610年代。

### 初伊萬里
從1610年代到1630年代時的日本陶瓷史來看，當時的初期製品被稱為是「初期伊万里」。這一時期的製品，主要是青花藍白瓷，民生用品為主。
瓷器港口貿易原本在平戶港銷往中國和東南亞，但因為日本在1635-1868年為江戶鎖國時期，只開放長崎出島港對中國和荷蘭貿易，所以瓷器的外銷是由荷蘭東印度公司出口至歐洲。為了掌握及發展地方瓷器產業，1637年鍋島藩藩主锅岛胜茂要求下屬多久茂辰保護在日本的朝鲜製瓷師、改善製瓷的品質、保存製瓷的技藝。伊萬里瓷從此變成由官方壟斷的高附加價值產業，生產與貿易都透過鍋島藩掌控。

### 古伊萬里（1644－1850年）
早期1644-1660年
主要以仿製中國明末清初的瓷器為主，模仿像是有名的克拉克瓷器的分隔開光構圖，因為形狀貌似盛開的芙蓉花，所以稱作芙蓉手。並且在瓷器後面寫上明萬曆年間製或嘉靖年間製。比起初期伊萬里，更能用成熟且大量製造的程序來生產比較大型的器皿。
中期1660-1760年
此時期的伊萬里瓷以外銷為主。中國晚明清初在政治和經濟方面的混亂，使得伊萬里瓷在17世紀中葉的外銷產業非常興盛。藉由東印度公司的出口，伊萬里瓷趁勢打入歐洲和東南亞外銷市場，飽受皇室貴族與平民的喜愛，一度佔據瓷器在國際貿易的龍頭寶座，伊萬里瓷的品質與價格都有顯著的提升。
此時的製瓷產業從有田地區外擴到其他周圍地區、窯場的規模擴大並組織化。製瓷技巧更臻成熟，可以製作更大型的瓷器，並學習明清大量製瓷的技術，用類似工業化的生產模式以應付大量的訂單。
風格方面，一受外來訂單影響，融入了西方元素和逐漸發展出了有日本獨有的特色裝飾風格，如漁網紋、波浪紋、唐草、浮世繪風格。形狀從裝飾大型盤皿瓶器到實用生活用品鹽罐燭台都囊括在內，多樣而富有變化。由於伊萬里瓷的價格在國際市場上不斷的提高，需求遠大於供給，荷蘭東印度公司轉向中國尋求生產，於是在1723年廣州也開始有仿照伊萬里瓷的產品賣到歐洲市場。
晚期1760-1823
伊萬里瓷的價格在大量的需求下價格不斷的被哄抬，另一方面大量製造使得伊萬里瓷的品質開始下降，加上價格低廉的中國伊萬里的競爭和歐洲也具有生產瓷器的能力，像是法國的賽夫勒瓷器發展出技術與用色都與伊萬里瓷不同的白瓷，許多因素綜合使得伊萬里瓷的銷量逐漸減少，外銷產業逐漸沒落。先前過度膨脹的製瓷產業在訂單減少的情況下許多窯廠倒閉，製瓷工人失業，榮景不再。17世紀伊萬里瓷在日本並不普遍，屬於貴族用品，當時的日本民間盛行使用漆器，一直到18世紀因為城市發展和中產階級的興起，瓷器才普及於東京、京都和大阪一帶。

### 伊萬里復興
1853年美國艦長培里打開日本海禁大門，使得美、法、英等各國都可以到日本進行貿易。此時的瓷器貿易不再透由鍋島藩直接管控，改由藩所認可的批發商和外國人直接貿易。1867年，有田地區生產的大型裝飾花鳥瓶在巴黎世界博覽會展出，引起歐洲人很大的興趣，伊萬里瓷又有了在國際市場展露頭久的契機。在1870年德國化學家戈特弗裏德・瓦格納（Gottfried・Wagener）受邀來到日本講授歐洲的製窯經驗，使有田地區從用柴燒製的龍窯逐漸改成用煤燒製的煤窯，並且引進合成色素的新技術，使得製瓷水準獲得提升。

## 製作
伊萬里瓷的製作程序如下：
1. 採土：從各礦場採集合適的黏性土壤，每個不同的礦場土壤組成都會有差別，造就各有特色的瓷器。例如:古時有名的礦場泉山磁石場。
2. 土的精緻：原土放在通風良好處半年到一年的時間，粉碎成粉末狀，在過篩、水簸(在粉末狀篩不掉的雜質，如:小片落葉，透過對於水沉降係數不同，篩除掉不必要的雜質)可以增加耐火程度跟可塑性。
3. 素坯土完成：將土置於陰涼處一個月到一年左右，透過靜止讓有機物繁殖，增加黏性讓水分與土讓內部空氣均勻分散。
4. 練土：消除細微不均勻差異與去除空氣，古代大部分用手揉腳踏，最近多用練土機，練土完成後，就可以開始塑形。
5. 成型：成型的方式有很多種，比較常見的是手捏成型、轆轤成型(放在一台可控制轉速的轉盤上)與現代化泥漿灌模成型，不過瓷器在燒成時會收縮約八成，所以在製作時都會先做得比較大一些。
6. 素燒出窯：以九百度燒八到九小時後出窯，自然放涼。
7. 施釉：在彩繪之後，要上一層釉，除了保護瓷器本身之外，還可以造成瓷器表面光滑，遇到光線直射有反光的現象。
8. 本燒：在現代源右衛門記錄中，是用松割木以一千三百度燒四十個小時後，出窯放涼。
9. 上繪(赤繪)：第二次的彩繪主要是紅、黃、綠等其他非藍色的顏色，而在柿右衛門時期與中國交流後，把彩繪這個技術帶回日本，而之後也影響到九古燒與古伊萬里。
10. 赤燒出窯：以八百二十度燒八到九小時後出窯，自然放涼。

染付、吳須、青花:這三個名詞都可以為日文的釉下彩之意，也就是早期古伊萬里經典的樣式中，單只有藍色的彩繪瓷器。而金色跟銀色這種金攔手經典樣式就又要在赤燒出窯之後，才畫上金色與銀色的顏料，在入窯燒一次才會變成漂亮的成品，所以在時間上，金攔手樣式也是最後才發展出來，因為所需要的技術比較高。

## 風格
伊萬里瓷的風格主要有四種，分別是古伊萬里、柿右衛門、九谷燒與鍋島。

### 古伊萬里
古伊萬里色彩上可以大致分為鈷藍釉下彩、多彩，和鈷藍釉下彩再上金釉等。通常都不是由簡單家庭式的分工可以完成，而是由類似工業化的分工模式來製作。
內容一開始以模仿中國明朝或清朝的瓷器為主，瓷器的正面中心通常是中國風格，像是風景、中國古人、吉祥的漢字如壽、富等。中心周圍則是通常以重複的花紋做為裝飾。在這個時期的設計逐漸加入帶有日本特色的創作，像是日本遊女、浮世繪、日本。伊萬里瓷成為一個以中國文化為基底、參雜日本和些許歐洲元素的混合風格。
金欄手樣式據傳於1688-1740時期出現，主要在青花的基底上再用金、綠、紅、等鮮豔豐富的色彩填滿空間，裝飾性質為主，廣受歐洲歡迎。

### 柿右衛門

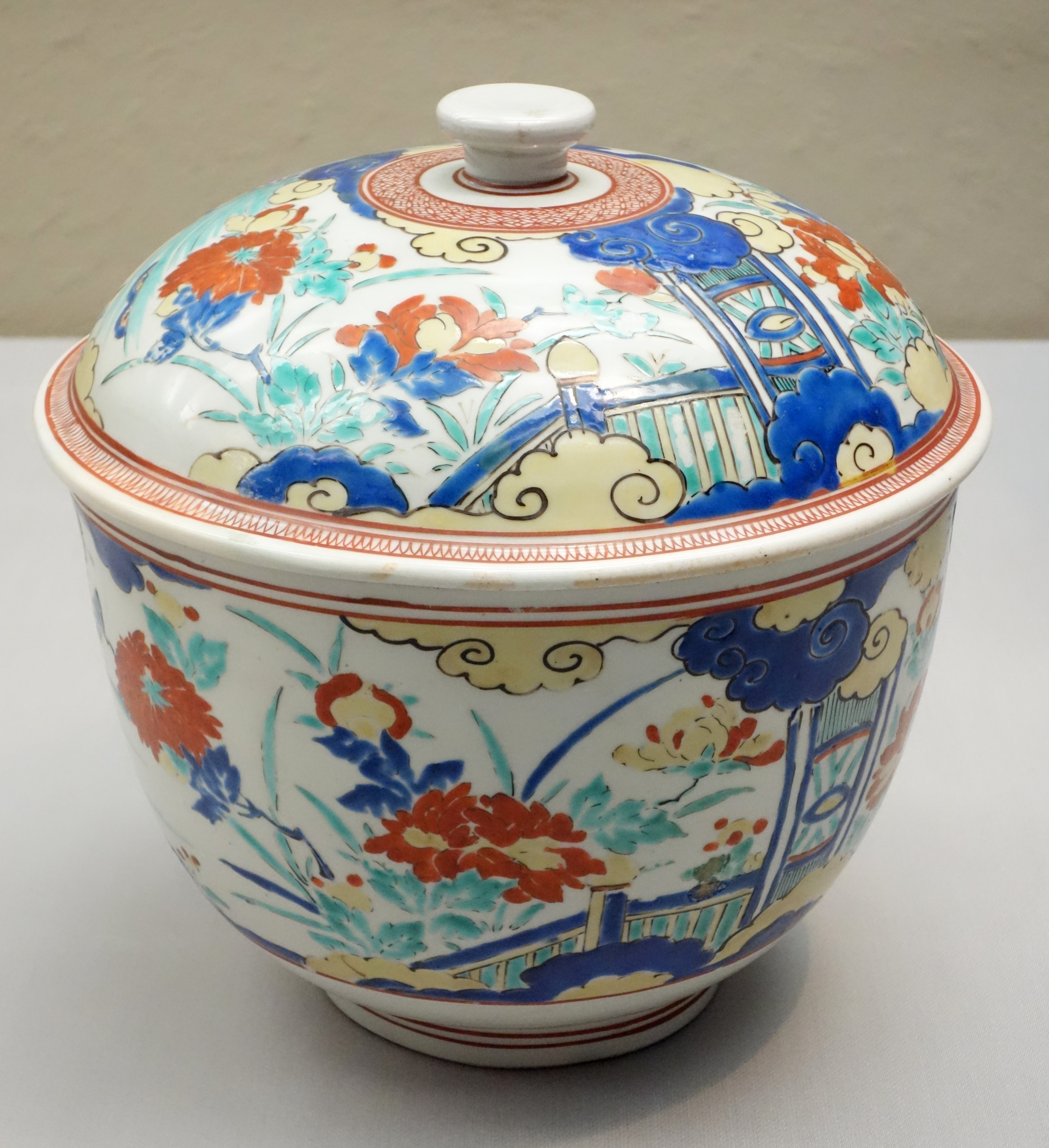
色繪牡丹文蓋物（柿右衛門様式），17世紀作品，東京國立博物館藏

1680年代，因為此時中國瓷器生產再度復甦，西歐諸窯場開始蓬勃發展，肥前有田瓷器進入轉變期。日本瓷器不再做為日常生活用品或食器，而是表現日本特色樣式與圖繪的色繪美術瓷器。柿右衛門樣式便是在此情況下誕生，柿右衛門樣式特色為，在具透明感與猶如米湯般溫潤，被稱作“濁手”的乳白表面上充分留白，並以纖細的黑線描繪之上，再配以鮮豔的紅、綠、黃、藍四色，紋樣多為和式花鳥風月的非對稱設計。一般人以爲“柿右衛門樣式”是從第一代持續到現代，但是準確地說應該是酒井田家第四代、第五代的時候，在江戶時代的一段時期流行的樣式。後期在四色基礎上又添加紫、金，逐漸形成竹虎、松竹梅、岩牡丹、葡萄栗鼠等典型紋樣圖案，被繪製在高腳壺、角鉢、細口瓶等裝飾類瓷器上。柿右衛門樣式的彩繪瓷器得到飛躍發展，遠銷歐洲，歐洲甚至出現仿冒品。

### 九谷燒
九谷燒是由治理大聖寺藩的第一代藩主前田利治於礦山開發工程中，在加賀九谷村無意中發現可作為原料的瓷土，於明曆年間命家臣後藤才次郎沿大聖寺川而上開窯，一直持續到元祿初年。同時引進以伊萬里燒聞名的有田（佐賀藩）技術，進而開始生產瓷器。然而「九谷燒」之名號乃基於該燒陶的礦窯，剛好位於陶土石產地的九谷村中，因此得名而生。其中17世紀後半所生產的九谷燒作品，後世稱之為「古九谷」，意即古老的九谷燒。
古九谷燒在元祿之後雖一時中斷，到了文政七年由大聖寺的富商吉田屋（豐田傳右衛門）策劃再興，又在大聖寺藩的「本家之藩」加賀藩的領主城鎮內，亦即今日的金澤，再度開始製作生產。這次乃是受到京都的陶瓷名家技術指導，而於加賀國（今石川縣）再開展陶瓷製作。雖然此期作品時間相當短暫，但由於引進新的製陶技術與古九谷燒的獨特作品風格相互結合，也促使大聖寺內出現了以復興九谷燒為使命的巨匠。為有別於古九谷，而將19世紀後新窯出土作品稱為「再興九谷」，其中以春日山窯、若杉窯、吉田屋窯、宮本屋窯、小野窯與永樂窯等為代表。

### 鍋島
有田市出產的陶器大放異彩造就伊萬里瓷風靡國際之後，在1660~1670年之間，當時佐賀藩的藩主鍋島家，因為不希望獨家的燒製技術外傳，而遷移至偏僻的大川內山設立官窯，並精心挑選當時技術頂尖的陶工，選用最好的原料製瓷，嚴格管制此區平民的進出，並且派軍隊駐紮確保技術不外流，這裡出產的陶器品質極佳，出產的瓷器多用於進貢天皇或者是朝貢的禮物，不然就是在日本貴族與將軍等上流社會使用流傳。
風格主要有分單純青花瓷樣式的『鍋島藍釉』、以紅黃綠為主色的『色鍋島』與特殊釉染料的『鍋島青瓷』。上面所繪的圖案大致上典雅簡單，大多都是單一主題，並且將所強調的主題放大呈現，背景大多為單一色調，不會有很繁雜的圖案，也不會特別強調填滿或者是柿右衛門的留白樣式，而鍋島燒的主要器形以盤為主，鍋島燒盤的圈足都有嚴禁仿製的「鍋島櫛齒高台」的藩窯標誌。

## 伊萬里瓷與國際貿易
伊萬里瓷的17、18世紀貿易史
日本古代陶器生產大約始於一萬年前，但高溫燒製的上釉陶器則約為9世紀的平安時代。遠在日本尚未生產瓷器的時代，日本大量進口中國的青瓷和青花。13至15世紀主要進口龍泉窯的青瓷製品；16、17世紀則大多是江西景德鎮窯和福建漳州窯的青花和五彩瓷。這些中國瓷器不僅多有傳世，更在日本國內各地的遺址發掘中大量出土。
當時的日本無法燒製與中國瓷器相媲美的製品，主要原因是技術和原料問題，特別是無法取得燒製白瓷的原料。直至17世紀初，在以有田為中心的肥前地區發現了這種原料，日本才開始了瓷器的生產，當時正值日本歷史上的江戶時代(1603～1867)。當時不僅有田、肥前地區各地也廣泛燒製這種瓷器，這些陶器統稱為「有田燒」。
伊萬里瓷通過引進、借鑑以景德鎮瓷為代表的中國瓷器既有成果及生產體制，在以有田為中心的肥前地區成功燒製出來，並逐漸形成日本風格。
1640年代至1680年代正值中國明清兩朝交替之際，政局社會不穩，瓷器生產大受影響，加上沿海地區政治情勢嚴峻影響海路貿易，中國瓷器在這段期間內難以輸出；且荷蘭在1662年與南明鄭成功的對戰中，失去了作為東亞貿易根據地之一的台灣，這兩項因素使得此一時期的中國瓷器難以透過海路傳往歐洲。然歐洲社會對中國瓷器的需求並未下降，荷蘭東印度公司便將貿易觸角轉往日本。此時也是日本江戶鎖國時期（1635-1868），僅荷蘭人與中國人可以在長崎出島與日本進行貿易活動，荷蘭東印度公司獨佔日本貿易，鍋島藩也在江戶幕府的命令下，擔當長崎沿岸的海上警備任務，可以穩定海上貿易安全；同一時期鍋島藩也進行有田地區的窯業獎勵與保護政策，有田地區發展至十三個窯場。
在天時地利人和的狀況下，色彩鮮艷的瓷器吸引了當時在日本唯一容許有外國人居住的長崎出島的歐洲人之目光。到了1650年左右，日本的瓷器透過東印度公司主要出口至歐洲。當時，由於在有田及伊萬里的近郊生產的瓷器全由伊萬里港出口，因此這些瓷器被統稱為「IMARI」。
伊萬里外銷西洋(1660～1670)
清政府頒佈的海禁政策導致景德鎮瓷器出口銳減，荷蘭東印度公司因此將目光轉向有田瓷。1660年代發展出訂單貿易瓷的日荷交易模式，而因應這樣的訂單貿易模式，也影響了有田地區窯場（主要是稗古場窯、中白川窯、猿川古窯、中樽、大樽窯等）的發展形態，這些窯場發展與荷蘭東印度公司海路貿易密切相關。此一時期日本肥前有田瓷器作為中國瓷器替代品被送往歐洲，有以景德鎮瓷器為樣本的，也有按照歐洲一些陶器的造型燒製而成的餐具、水器和酒具，主要作為歐洲日常生活食器而被燒製的，因而青花瓷佔有相當大的比例。同時有相當數量的日本有田瓷器在當時被當成中國瓷器而被歐洲貴族所收藏，這可以從收藏名冊中看到有田瓷器被誤載登錄為中國瓷器的記錄。
出口的瓷器款式多為盤皿類，只有少部份的壺類或瓶類。這類「芙蓉手」複合圖繪樣式，如花鳥圖、山水圖、昆蟲圖、花籠圖、牡丹圖、石榴圖等，由於是因應荷蘭東印度公司訂單需求，而成為典型江戶後期瓷器的基本樣式，各窯場燒製方式、圖繪技法等則多雷同。其中模仿明末景德鎮向歐洲大量出口的「芙蓉手瓷盤」就是最有代表的例子。
然而即便模仿中國青花瓷器，此時期的有田瓷器的青花發色仍不及中國青花瓷器的明皙與飽和。
風靡歐洲的伊萬里(1670～1690)
這一時期是伊萬里瓷向歐洲出口的鼎盛時期。歐風樣式的訂單數量很多，樣式也趨多樣化，例如不再僅是單調的碗類器具，而出現作為日常用具、食器的洋風茶組、盛湯或麥片粥的深盤、酒瓶、手提水瓶、茶壺、多面瓶、有柄茶杯等。同時也輸出以中國色繪萬曆瓷器樣式、明末吳須赤繪樣式、天啟樣式為範本的有田色繪瓷器，也有人形類瓷器輸出，今日在歐洲各地美術館所見日本有田人形瓷器，多是這個時期所燒製。
根據荷蘭東印度公司要求，大約在1670年代，柿右衛門窯燒製出了呈暖色調乳白色的細膩白瓷，上繪精美細緻的彩色圖案，這便是現在「柿右衛門樣式」的原型。其備受歐洲青睞，紛紛仿製。
進入1680年代，肥前有田瓷器進入轉變期，因為此時中國瓷器生產再度復甦，西歐諸窯場開始蓬勃發展。日本瓷器不再做為日常生活用品或食器，而是表現日本特色樣式與圖繪的色繪美術瓷器。柿右衛門樣式的竹虎、松竹梅、岩牡丹、葡萄栗鼠等圖，被繪製在高腳壺、角鉢、細口瓶等裝飾類瓷器上。今日所見，十七世紀後半至十八世紀前半歐洲巴洛克風格王城宮殿裡瓷器廳裡所收藏的日本瓷器，多是此一階段輸出的有田瓷器。
伊萬里的絢爛與華貴(1690～1730)
1690年，華貴氣派的「金襴手樣式」瓷取代了「柿右衛門樣式」而風靡歐洲。而在1684年，隨著清政府頒佈瞭解禁令，景德鎮瓷器得以重新出口，從而與伊萬里瓷器在歐洲市場角逐，已取得好評的伊萬里樣式，為景德鎮窯所仿製，產品被稱為「中國伊萬里」。
而此一時期也正是歐洲王宮貴族流行在巴洛克王城或宮殿建造瓷器廳的熱潮，以東方工藝美術品作為室內裝飾素材，以瓷器裝飾豐富壁面，如英國女王瑪麗二世早年在荷蘭海牙收藏中國瓷器，回英國就位女王後，也持續收集中國日本瓷器。法國路易十四也在凡爾賽宮整建瓷器廳，擺放他近七百件的瓷器收藏。神聖羅馬帝國薩克森選侯奧古斯特二世的瓷器之夢，發展歐洲歷史最早的邁森製瓷，在德勒斯登易北河畔興建日本宮殿，擺放中國日本瓷器的大量收藏與邁森燒製瓷器。今日這些古伊萬里樣式、柿右衛門樣式的肥前有田瓷器，便保存在德勒斯登國立美術館瓷器展覽館裡。從邁森窯炻器（瓷器燒成前）的角瓶或錫製角瓶的形狀與日本有田瓷器的近似度，可以說有田瓷器對邁森瓷器發展有一定程度的影響。
輝煌的落幕(1730-1750)
1684年以後，伊萬里瓷器在與再度出口歐洲的景德鎮瓷器的抗衡中敗下陣來。荷蘭在對亞洲的貿易中也輸給了英國，歐洲各地瓷器生產也方興未艾， 故而，伊萬里瓷在歐洲的人氣迅速下滑。1733年，還可以看到典型的伊萬里瓷，但到了1757年，伊萬里瓷向歐洲的出口正式落下帷幕。

## 伊萬里瓷與歐洲諸窯場的興起
有田和景德鎮瓷器相比較，在胎、釉及成型方法上都有差異，但17世紀中葉的有田瓷器與中國產品則十分相近，所以在日本國內廣為流通；17世紀後半葉，伊萬里瓷器開始向東南亞和歐洲出口，受到歐洲人的青睞，和中國的景德瓷一同對德國的麥森窯、英國的卻爾西窯等製品產生了巨大影響。西窯等製品產生了巨大影響。
德國麥森瓷器Meissen porcelain
薩克森德勒斯登地區附近的麥森瓷廠，自1710年開始生產硬質瓷器直至今日，是歐洲最早成功製造真正瓷器之處；麥森瓷廠在1731年經坎德勒塑造後達到顛峰狀態，並在1756年「七年戰爭」爆發前主導了歐洲瓷器的風格。
瓷器在過去象徵著皇室的貴族與地位，薩克森大公國侯爵奧古斯都二世除在茨溫格(Zwinger)宮殿內收藏有近五萬多件瓷器精品，更命煉金術師貝德格Böttger進行研究，發現瓷器的關鍵技術在於細緻的瓷土，於1709年開啟了麥森瓷器的第一頁。此一發現促使東德德勒斯登一躍而為歐洲的景德鎮。
奧古斯特二世所收藏的中國日本瓷器，對麥森瓷器工坊製瓷發展有一定程度的影響。1720~1740年代麥森瓷器工坊的色繪瓷器，不論是器形樣式、文樣、形制大小、色彩，乃至圖繪模樣，都可以見到描模日本古伊萬里或是柿右衛門樣式的痕跡，尤其是在海洛特Johannn Gregorius Höroldt（1696-1775）在麥森瓷器工坊的1720年至1731年間。海洛特以奧古斯特二世的日本瓷器藏品為模仿對象，加上自我詮釋完成了獨到的「日本風格」的作品。他相當擅長中國文樣（chinoiserie）與柿右衛門樣式的圖繪。例如此一時期就有相當多「唐子水遊」、「柴垣葡萄栗鼠」、「竹虎梅」、「牡丹鳳凰」、「岩牡丹鳳凰」的色繪圖樣。
德國海科斯特Höchster
除了海洛特以外，一位當年從13歲開始在麥森瓷器工坊擔任繪畫學徒的羅溫芬克Adam Friedrich Löwenfinck（1714-1754），可以說是歐洲瓷繪仿柿右衛門樣式的第一級畫手。1746年羅溫芬克因無法忍受麥森瓷窯的高壓管理而轉往海科斯特（Höchst am Main），並獲得當時在任的奧斯汀(Johann Friedrich Carl von Ostein)選帝侯的支持與特權，於該年與法蘭克福商人蓋爾茲(Johann Christoph Göltz)建立了海科斯特瓷器工坊（Höchster Porzellanmanufaktur），這是德國歷史第二悠久的瓷器工坊。
匈牙利赫倫瓷窯Herend
19世紀70年代以後，赫倫窯逐漸形成自己的風格。如赫倫瓷窯約1870年生產的帶台座茶點盒，將麥森、日本柿右衛門和中國景德鎮的瓷藝相融合，通體以橙紅色釉彩繪出開光，在方形開光內繪畫荷花及牡丹紋飾，盒蓋上塑一位下穿藍褲、手捧銀錠形大盆的中國農夫人物像，顯然受到中國瓷藝的影響。
法國尚堤利Chantilly
距巴黎北部數十公里的尚堤利，1725年時因康德王布爾本(Louis Henri de Bourbon, Prince de Conde)對東方瓷器的喜愛，資助在自己城堡附近開窯，更在1738年特邀當時仍在麥森瓷窯工作的羅溫芬克加入指導，仿造柿右衛門風格瓷器，同時為了呈現柿右衛門風格獨有的「濁手」質地，以錫釉替代原來的透明釉，成功燒製柿右衛門風格作品。
英國卻爾西Chelsea porcelain
切爾西瓷窯初期的產品，其造型受銀匠出身的創辦人斯皮蒙(Nicholas Sprimont (1716-1771))的影響，很多餐具以銀器為原型，也有浮雕裝飾。初期的卻爾西窯以模仿德國麥森為主，盛行製作東方情調，特別是1750到1758左右，以模仿中國白瓷或受日本柿右衛門影響的麥森及摹寫伊萬里繪瓷器作品為主。卻爾西瓷窯分為四大時期，分別是三角時期(1744~1749)、豎錨時期(1749~1752)、赤錨時期(1752~1756)、及金錨時期(1756~1769)。其中豎錨時期以柿右衛門藝術為設計參考方向，在花卉、人物及風景運用相仿的主題及色調，如赤鐵、暗綠、黃、土耳其藍等。
荷蘭台夫特藍陶(Delftware / Delft Blue)
台夫特過去是荷蘭東印度公司在荷蘭的六個據點之一，在16世紀時因VOC大量從中國出口景德鎮的藍瓷，但1647~1665年間因中國內亂頻傳而景德瓷停產，該地陶瓷工人與商家把握商機，而發展出獨特的「台夫特藍陶」。
在16世紀前，歐洲國家唯有富有的有銜階級才能擁有陶製品。過去1585年因安特衛普在西班亞的統治下受宗教迫害而有大量陶工出走至台夫特該地，為當地陶瓷產業奠定基礎。而17世紀大航海時代開始後，中國瓷器進入該地對當地陶工造成非常大的競爭壓力，而紛紛以陶器複合錫釉試圖仿製瓷器的質感，獲得許多富裕家庭的喜愛而在17、18世紀成為歐洲重要陶器生產商。而在無法取得中國青花瓷時，日本伊萬里燒同樣大量出口至此，當地陶瓷業者也因而揉合了釉上彩的技術與柿右衛門風格生產出各式各樣的製品。時至今日仍存在的陶器公司為1653成立之Royal Delft，荷蘭皇家臺夫特陶器工廠。

## 產品圖

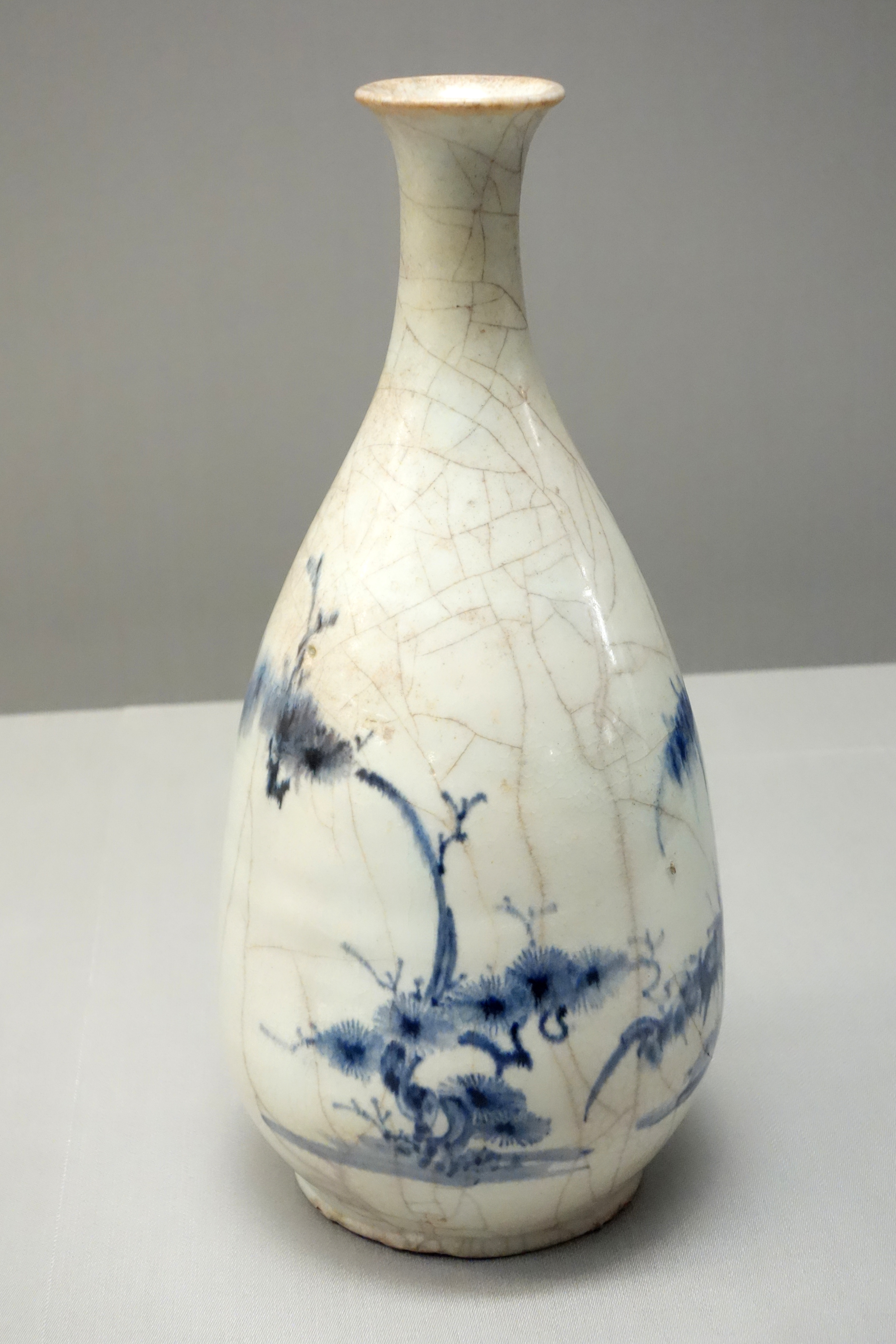
染付松竹梅文徳利 初期伊万里，東京國立博物館
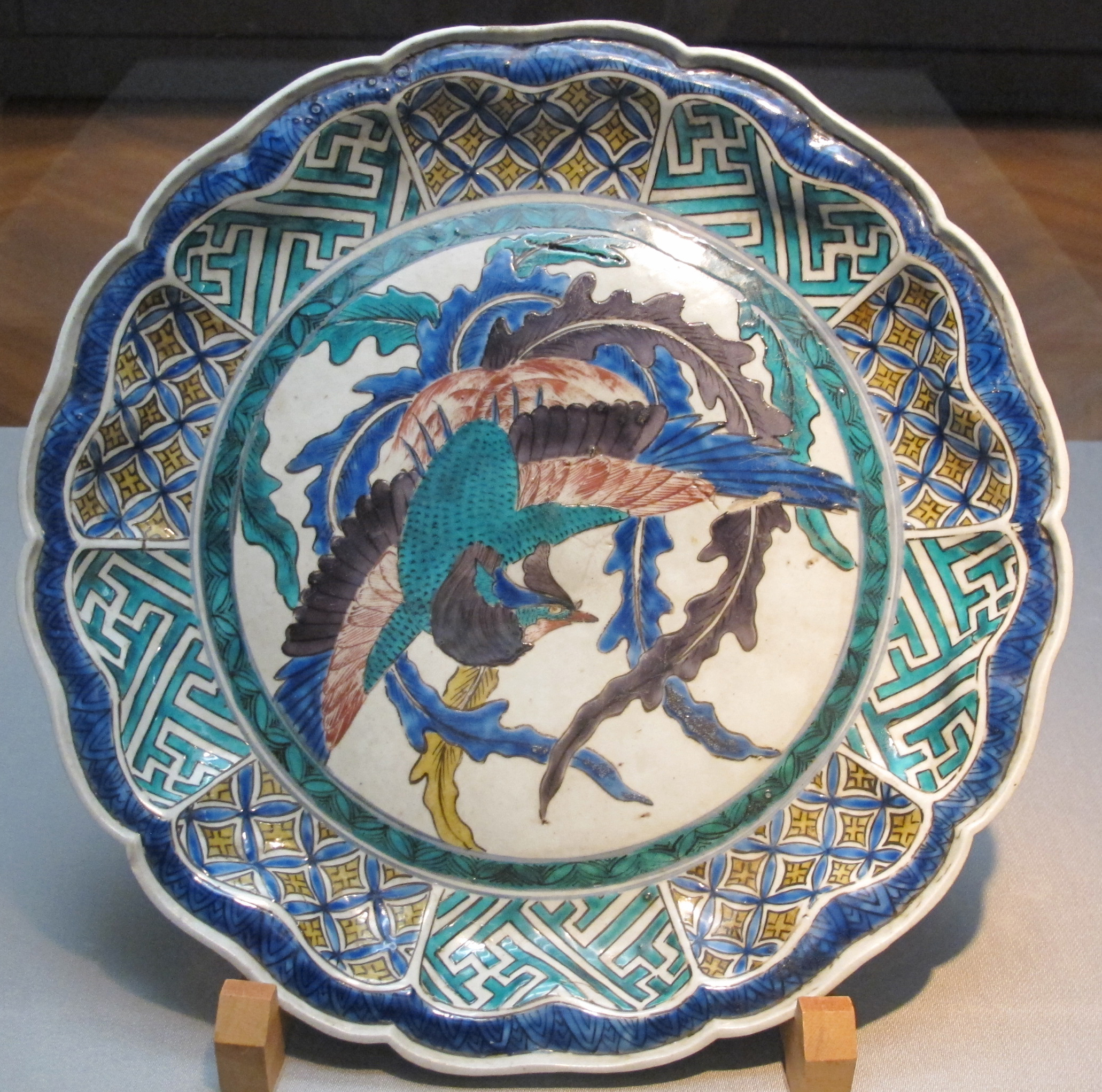
色絵飛鳳文輪花鉢（初期色絵），東京國立博物館
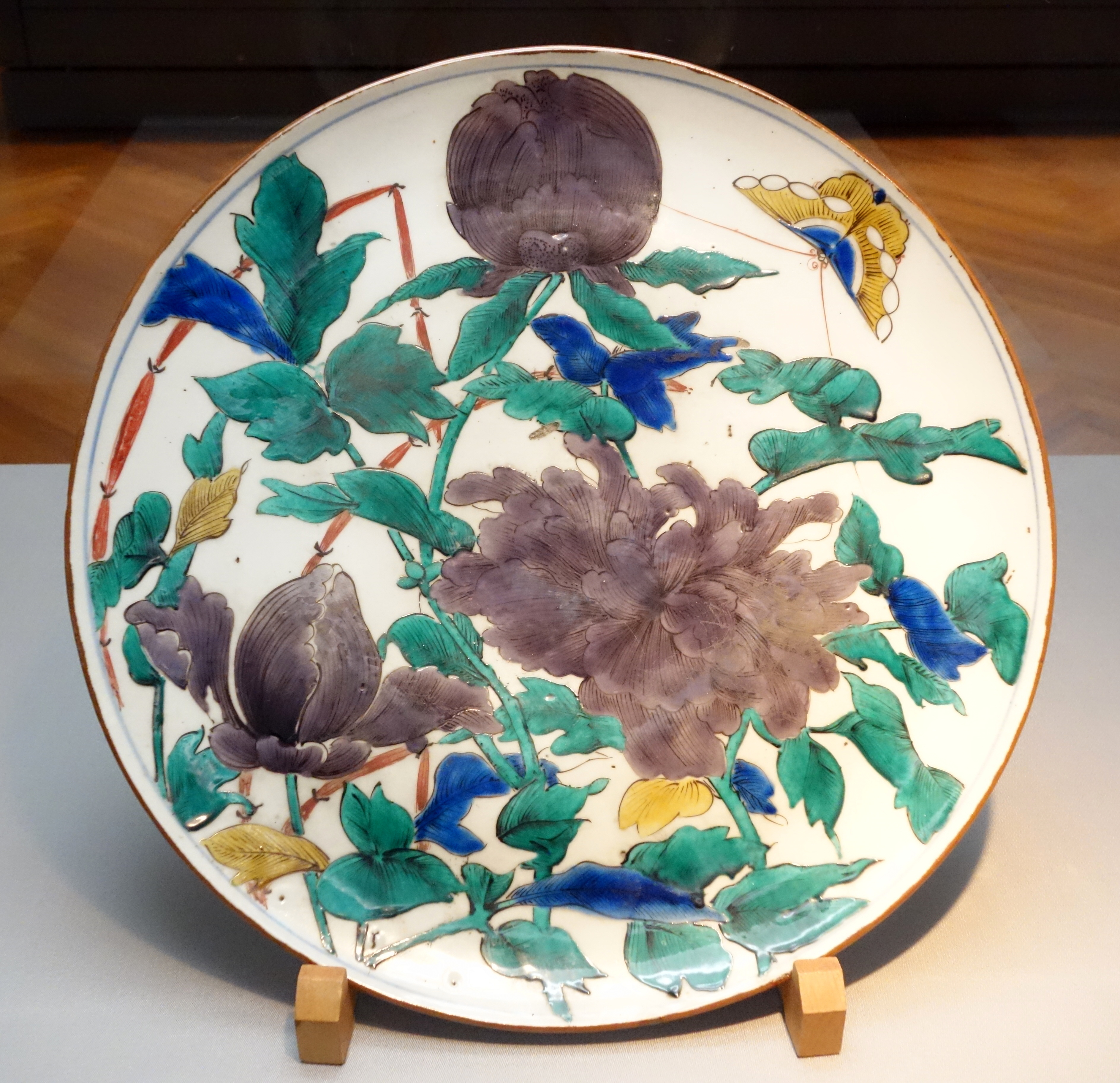
色絵牡丹蝶文大皿（初期色絵），東京國立博物館
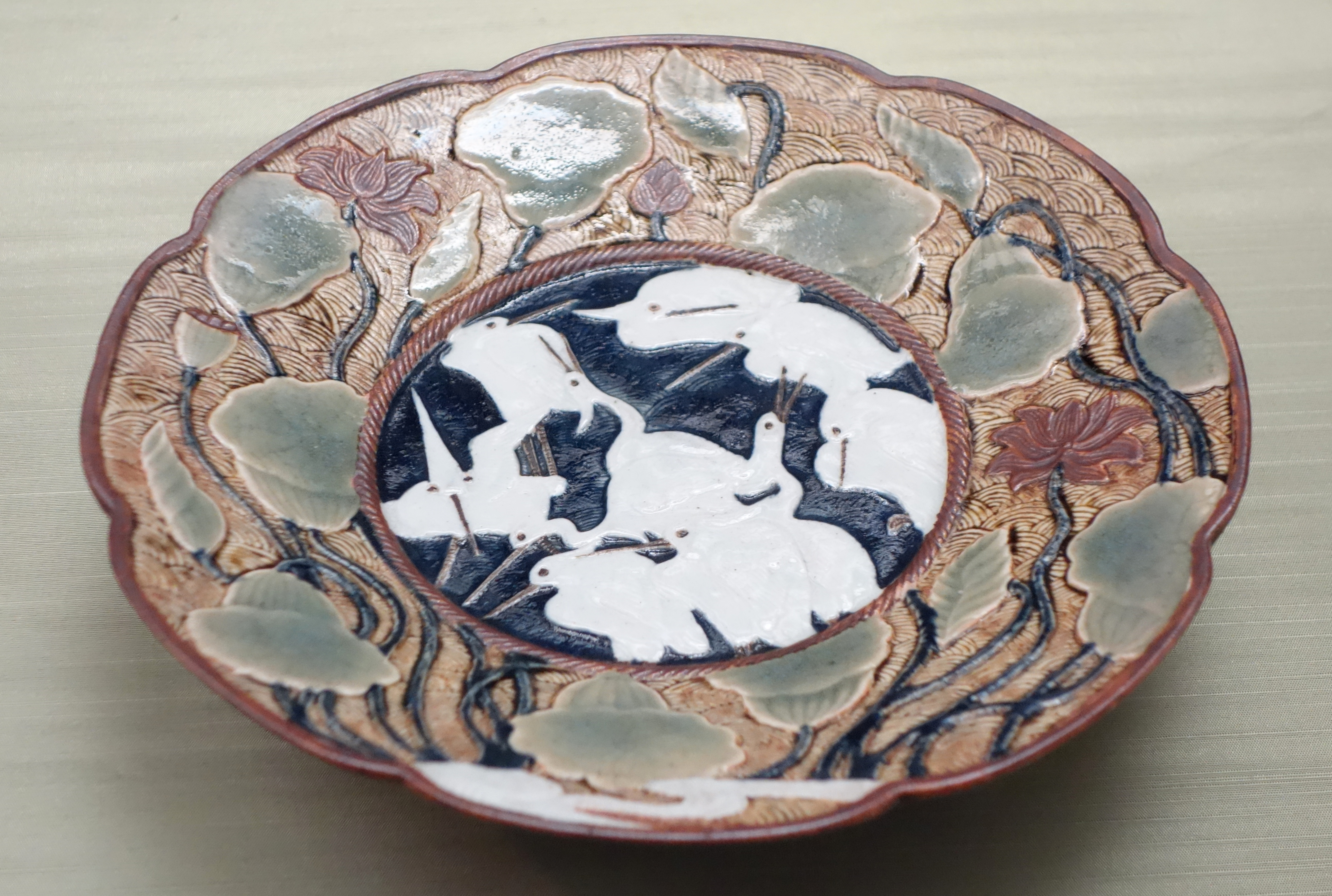
青磁瑠璃釉蓮鷺文三足皿，東京國立博物館
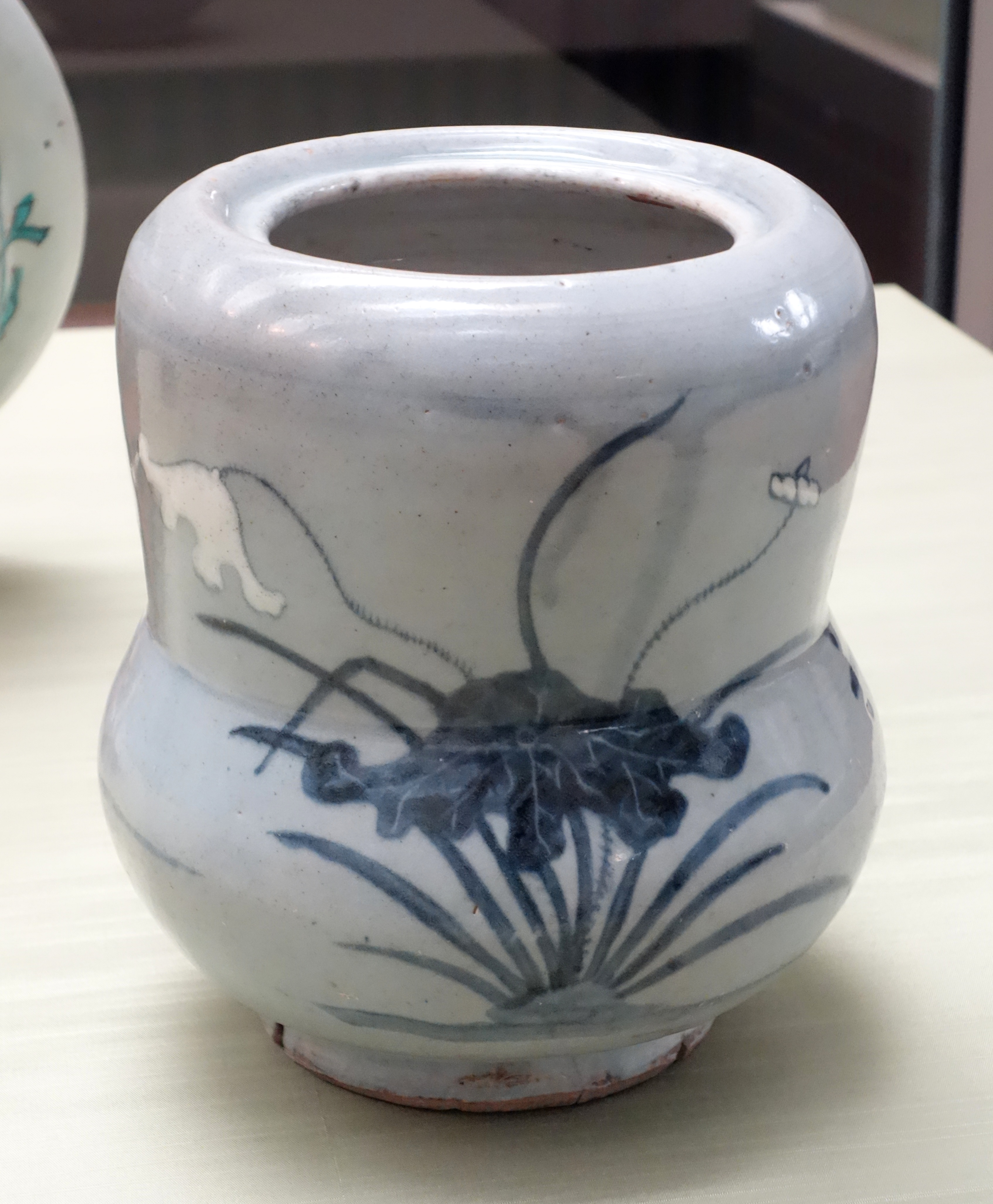
染付蓮文胴締水指，東京國立博物館
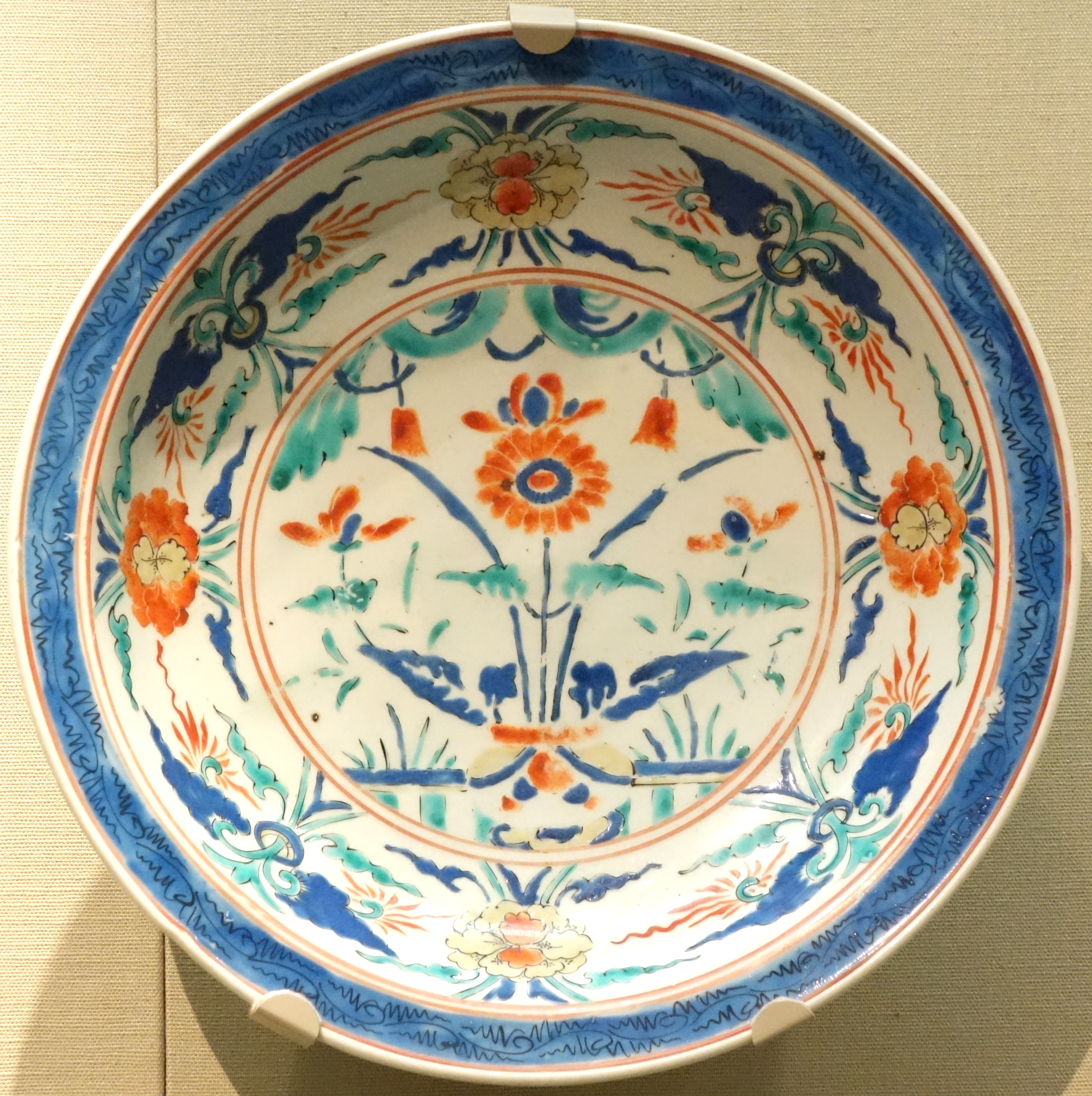
色絵花卉文大皿柿右衛門様式17世紀，東京國立博物館
花卉文大皿，東京國立博物館
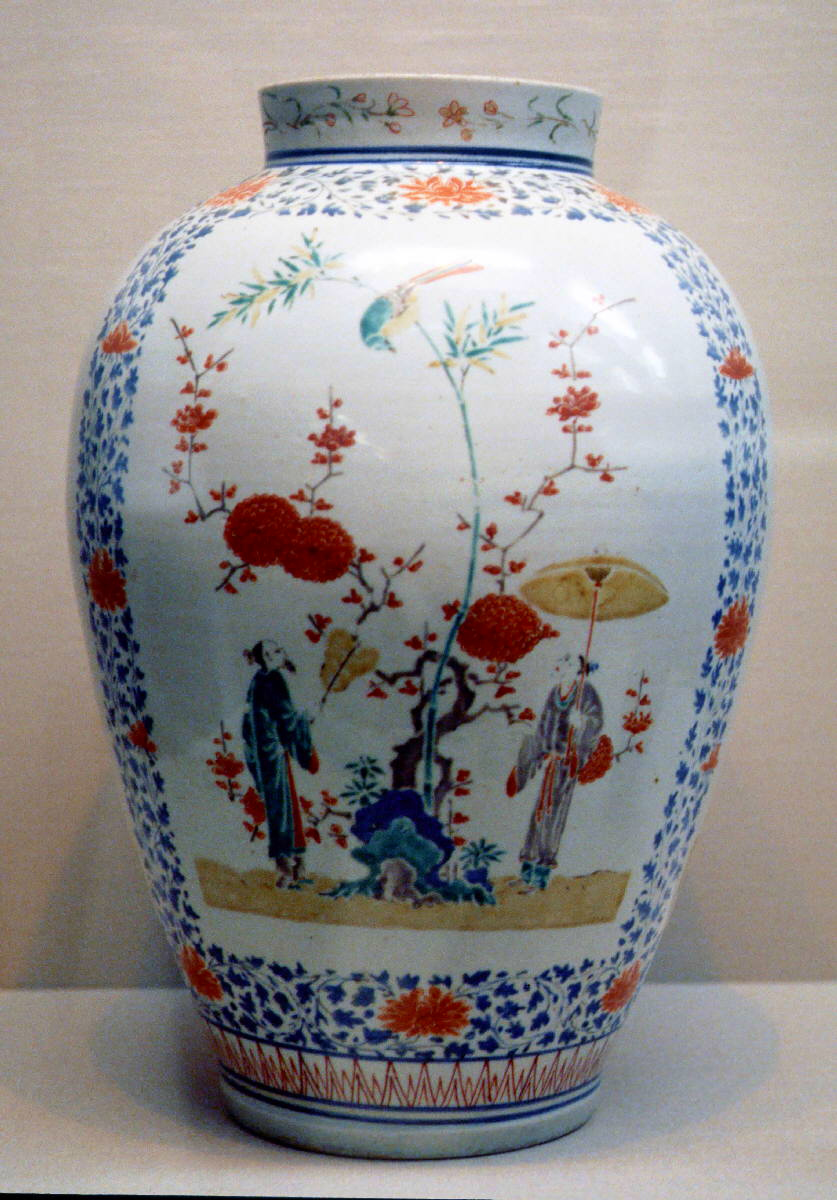
色絵唐人物文大壺（柿右衛門様式），東京國立博物館
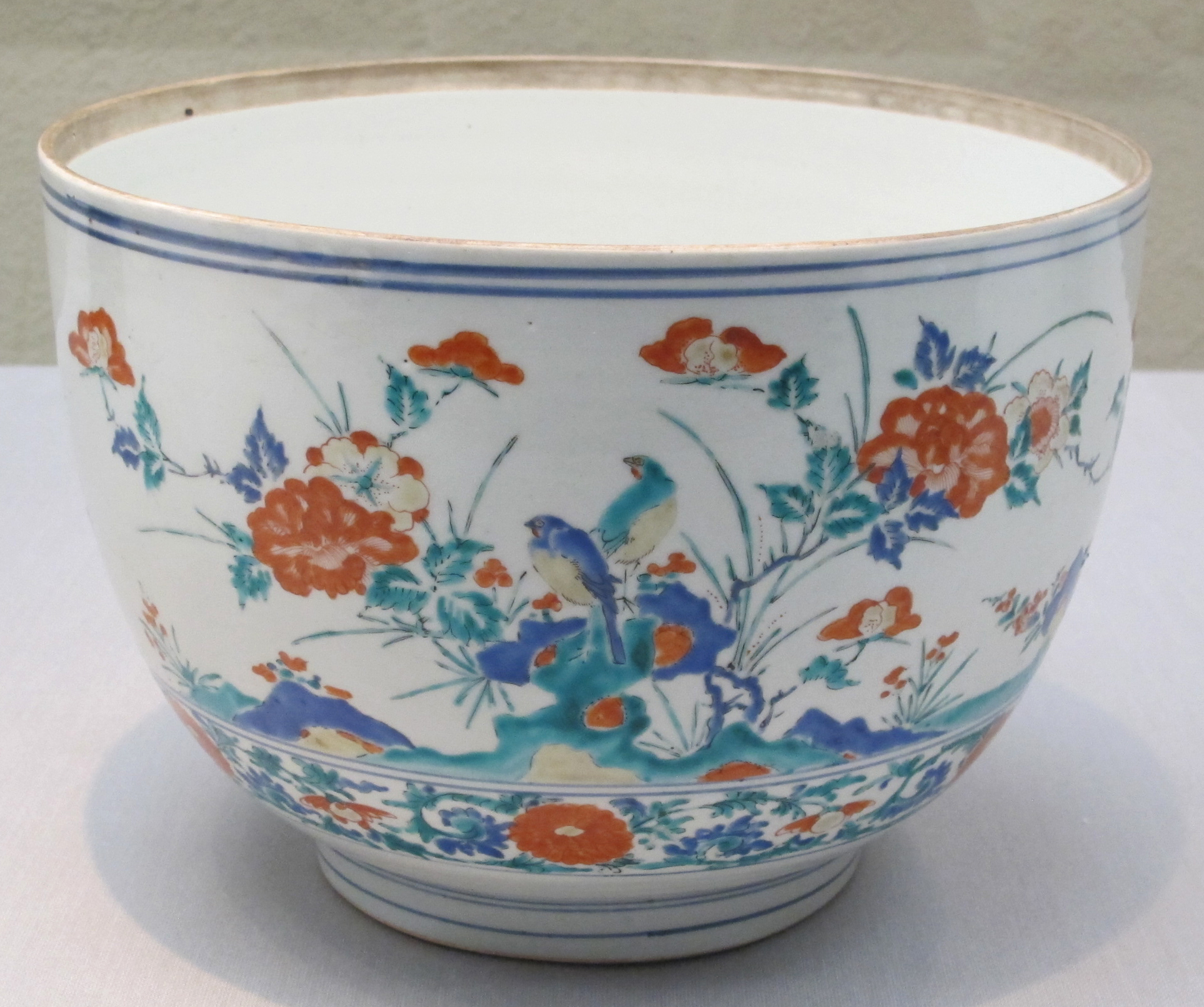
色絵花鳥文深鉢（柿右衛門様式），東京國立博物館
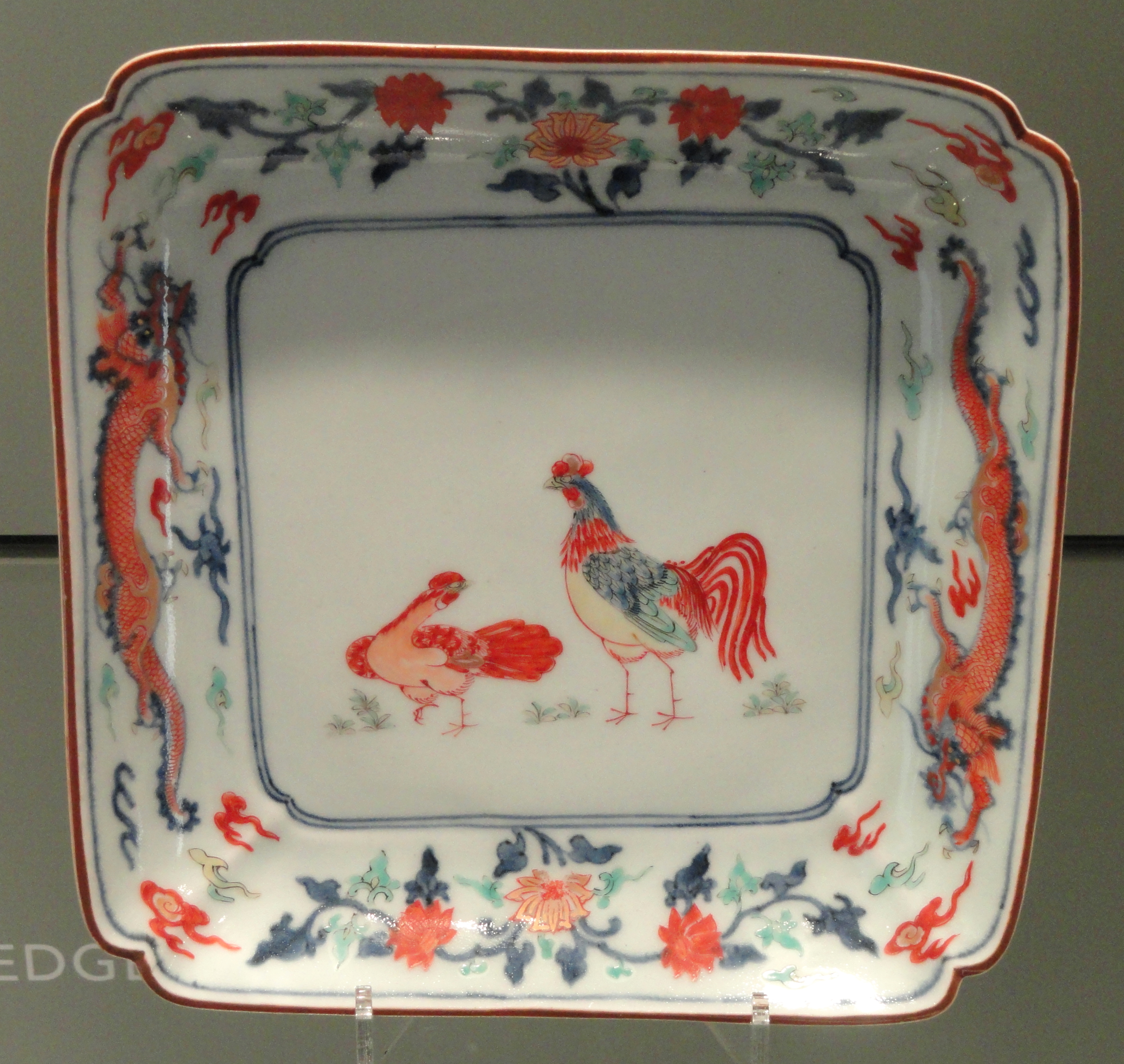
色絵鶏龍文角皿 17世紀後半
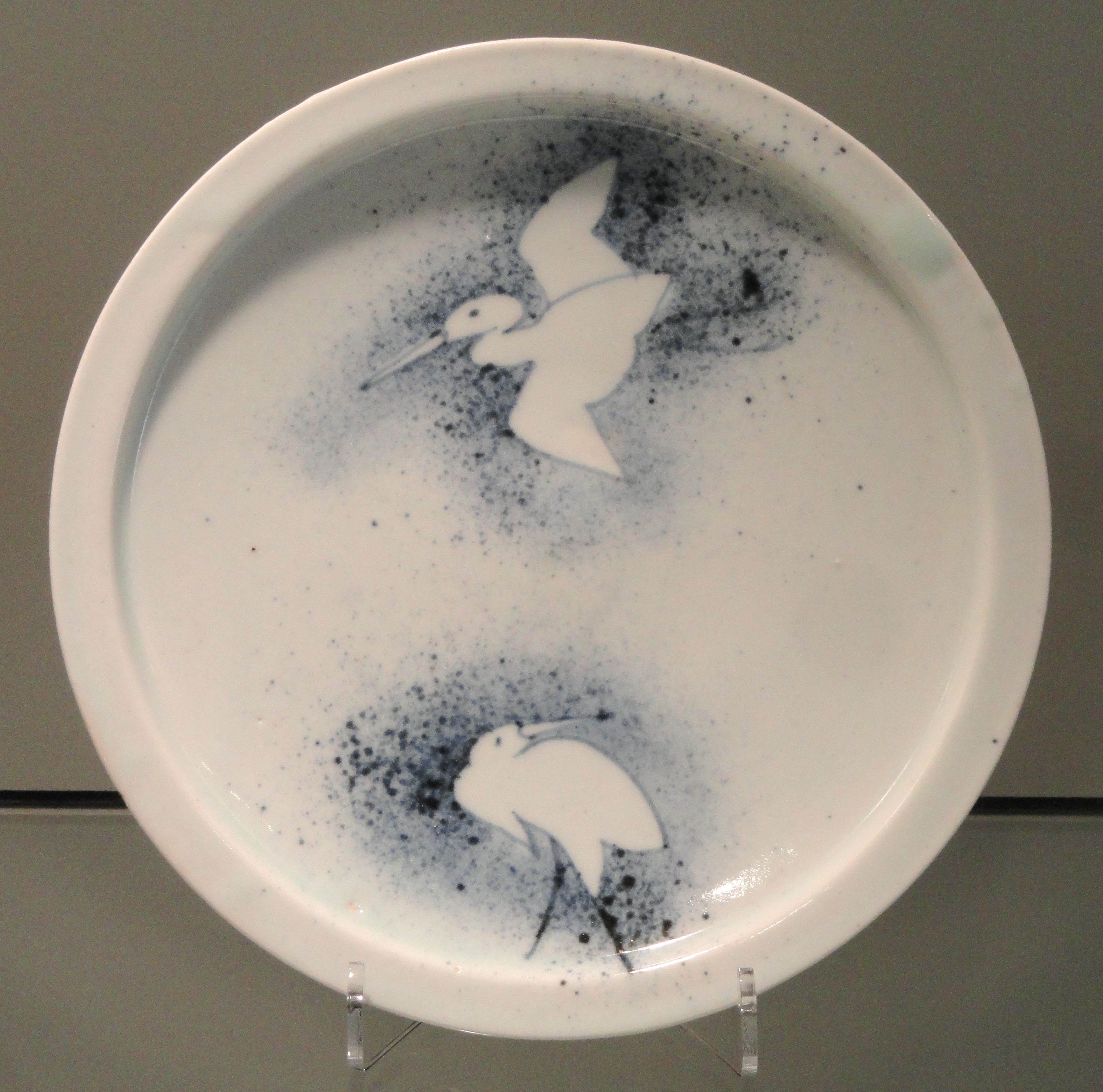
染付吹墨鷺文皿 17世紀半ば
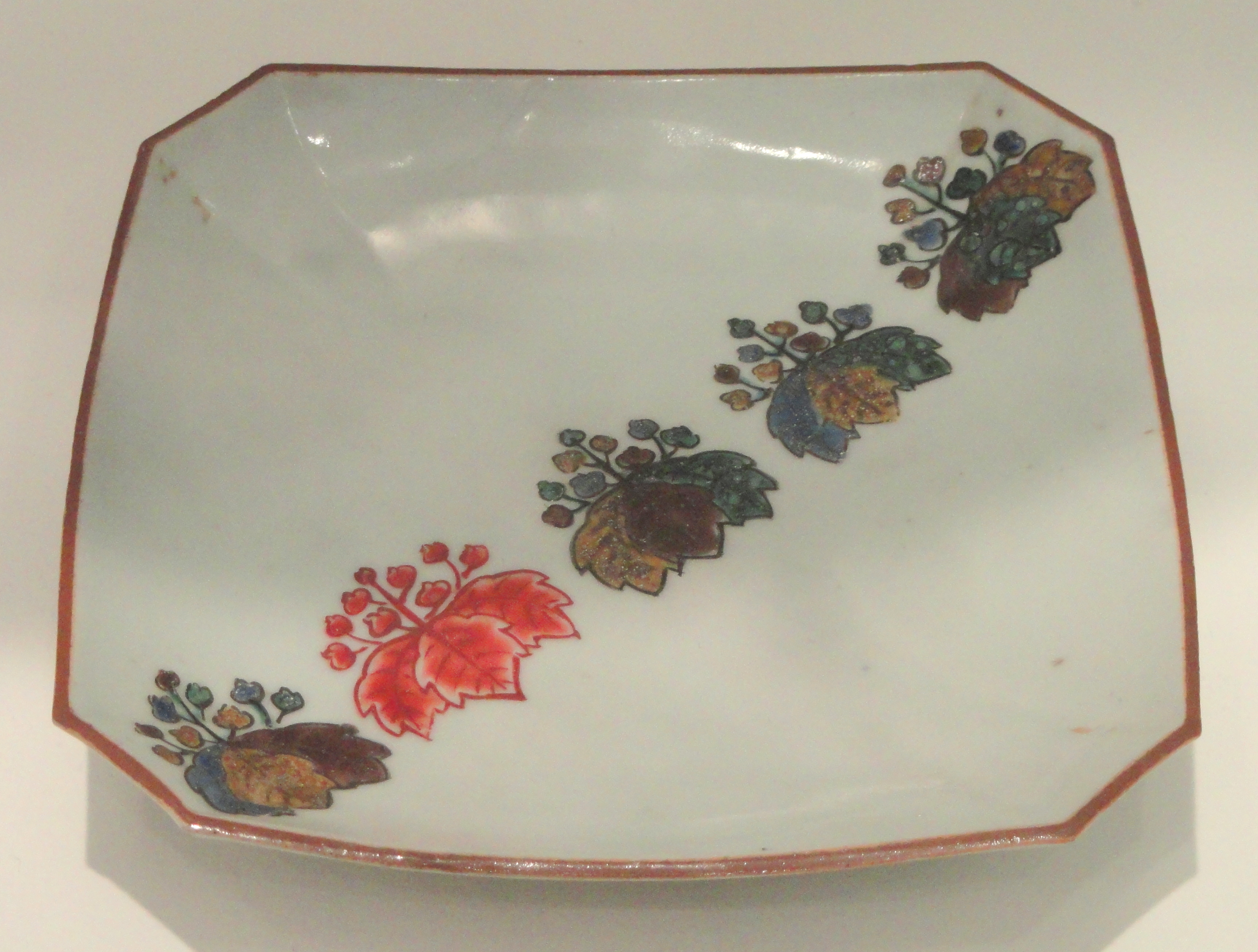
色絵桐文角皿 17世紀半ば
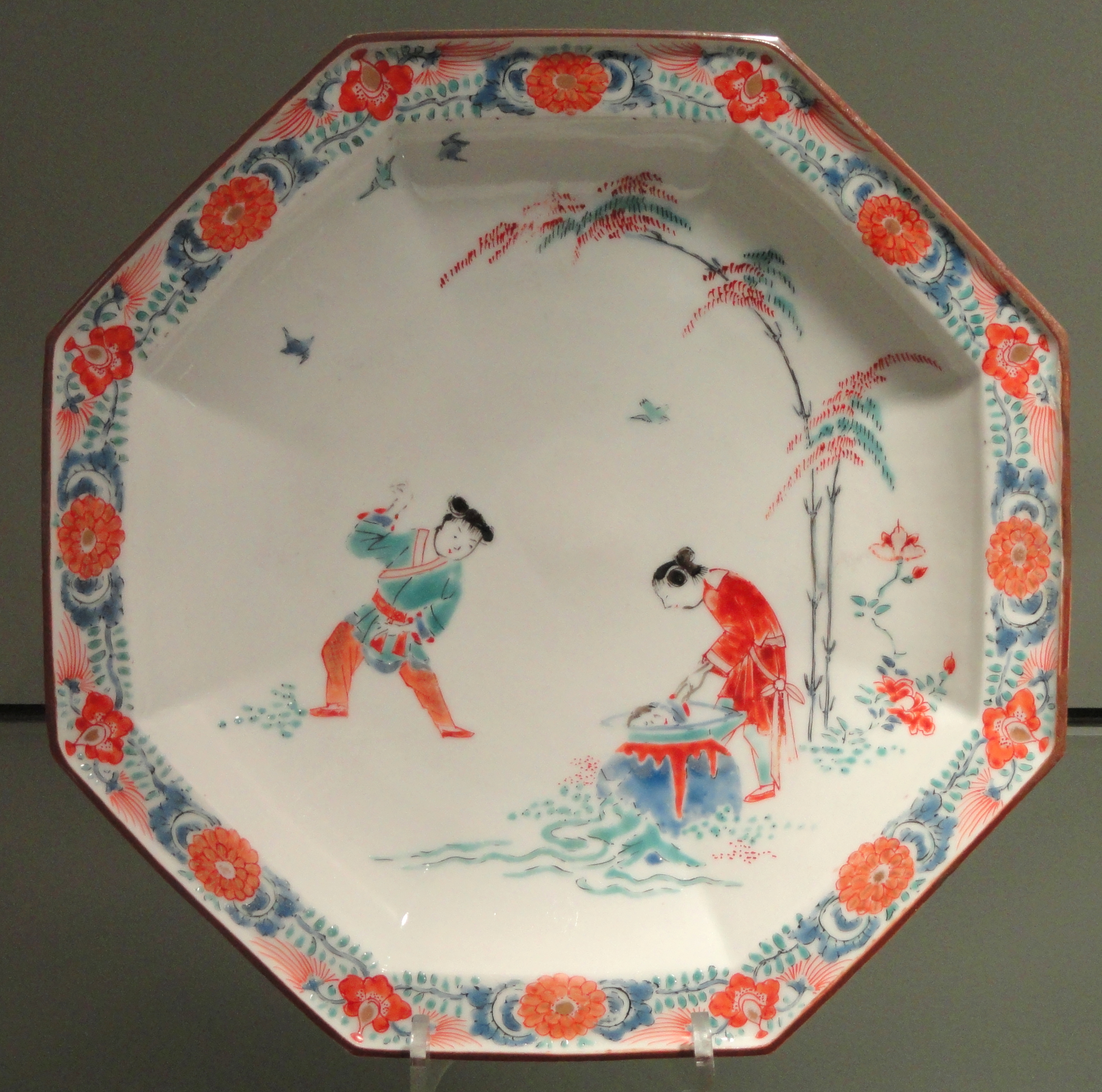
色絵甕割唐子文八角皿 17世紀末
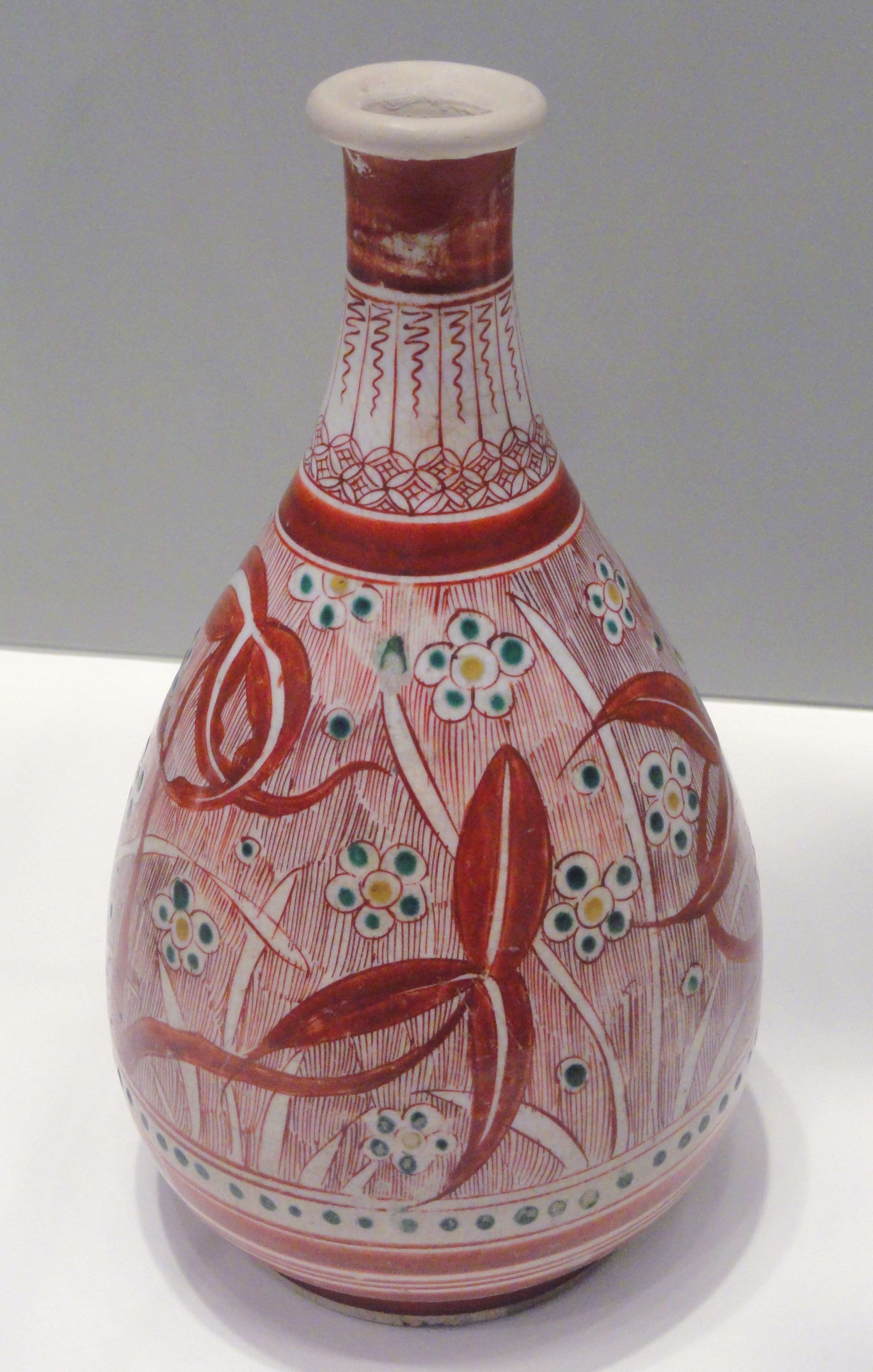
色絵梅花沢潟文徳利 17世紀半ば
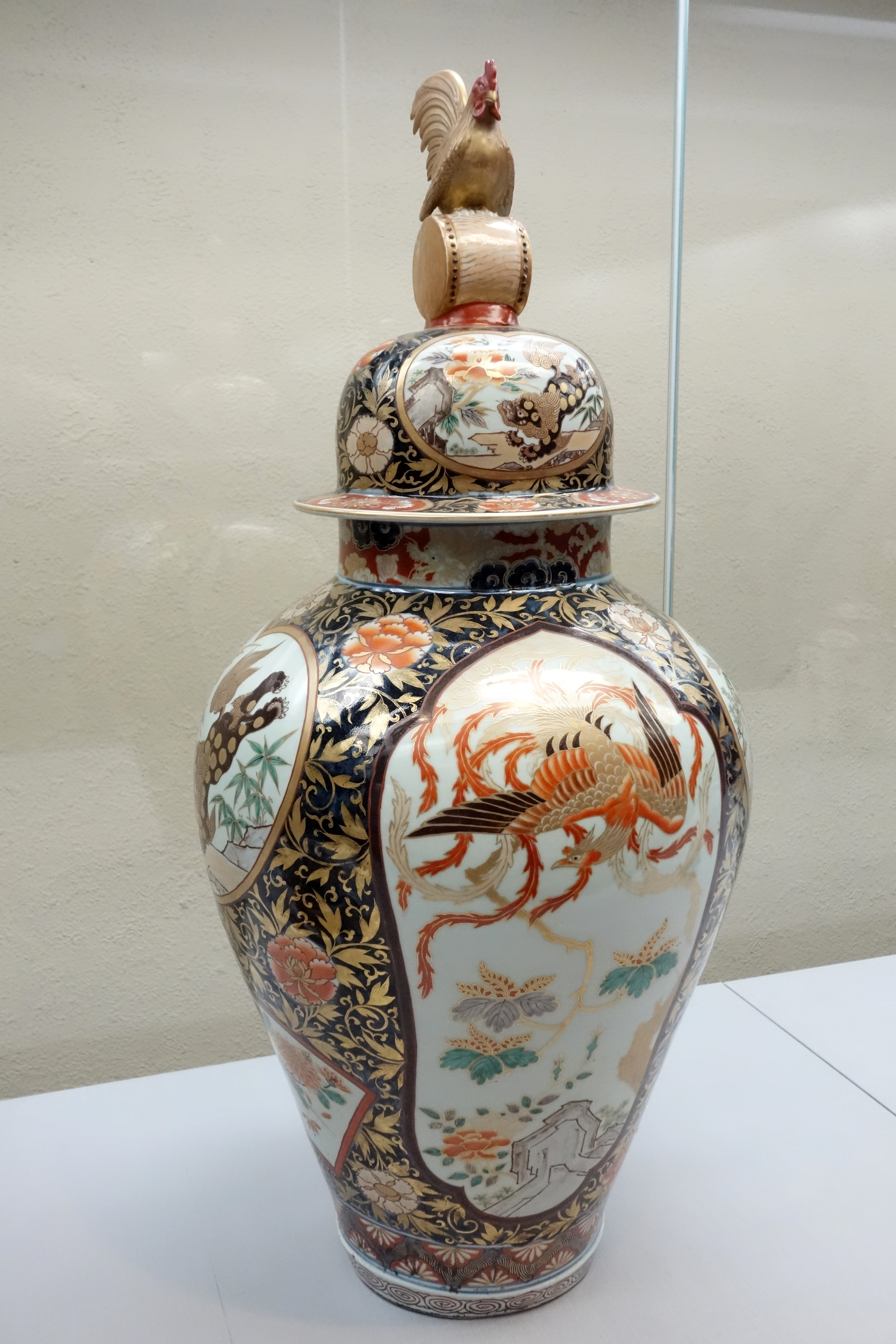
色絵獅子鳳凰文有蓋大壺，東京國立博物館
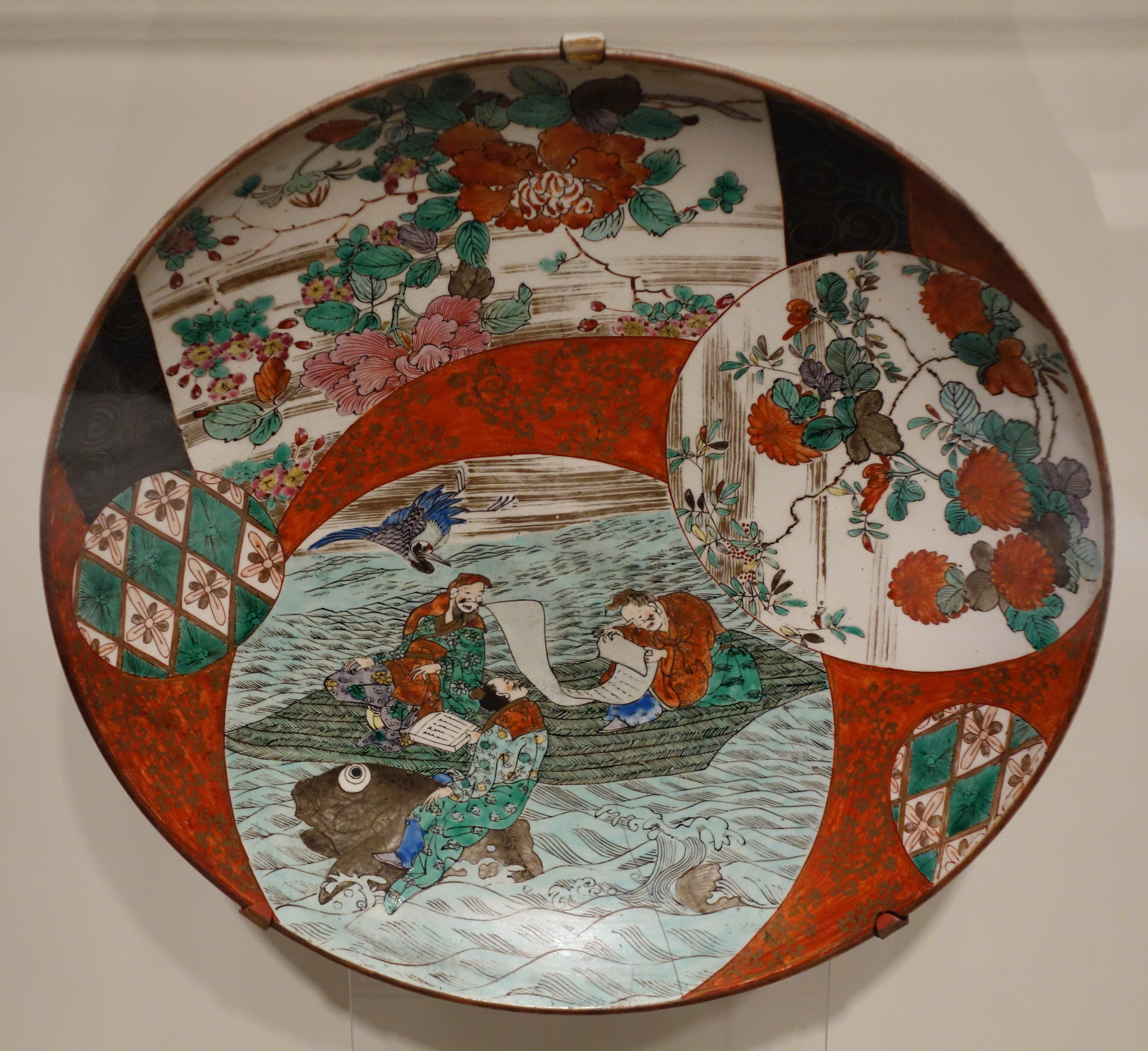
九谷燒Exhibit in the Cincinnati Art Museum, Cincinnati, Ohio, USA.
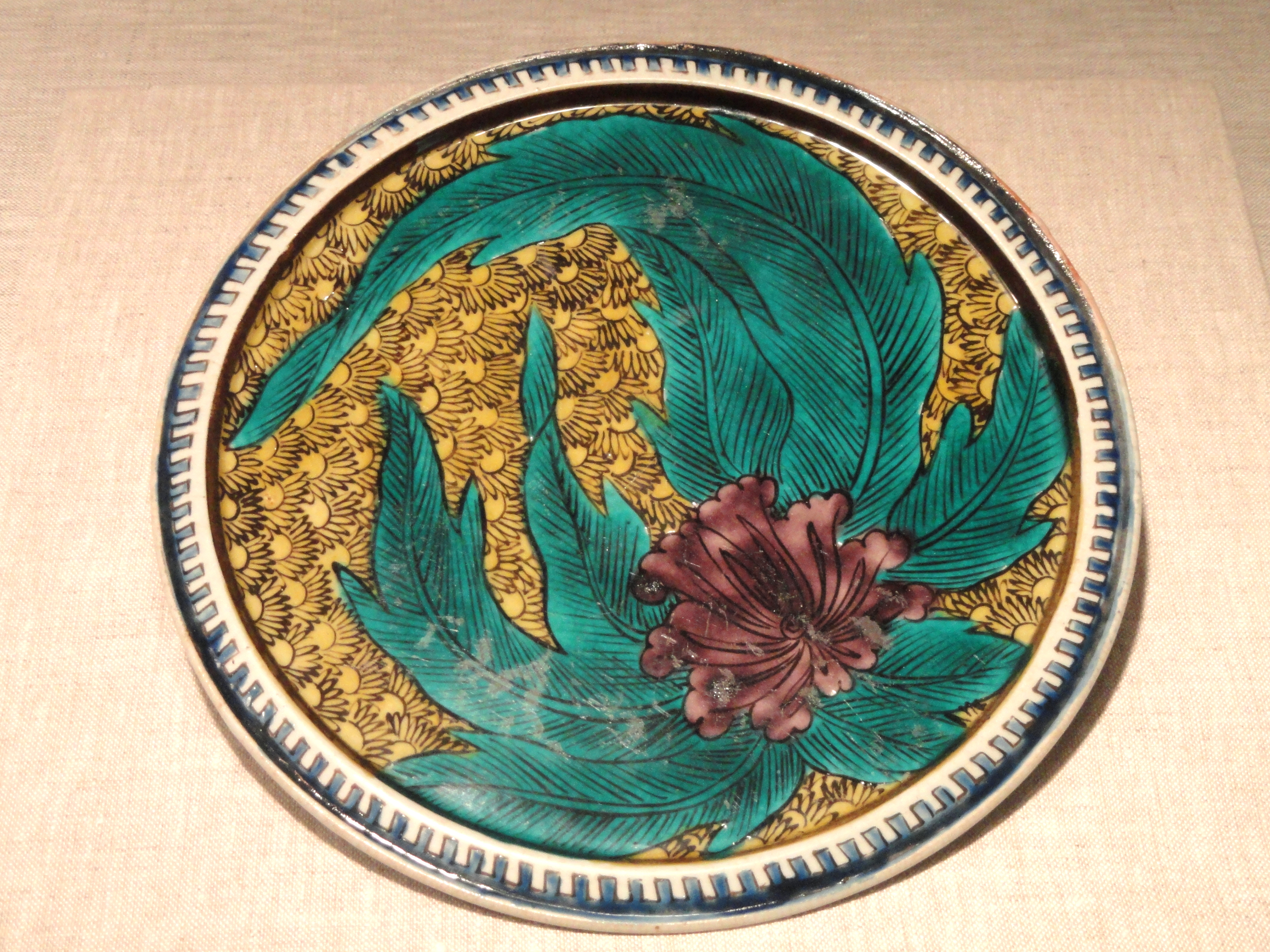
九谷燒Exhibit in the Cincinnati Art Museum, Cincinnati, Ohio, USA.
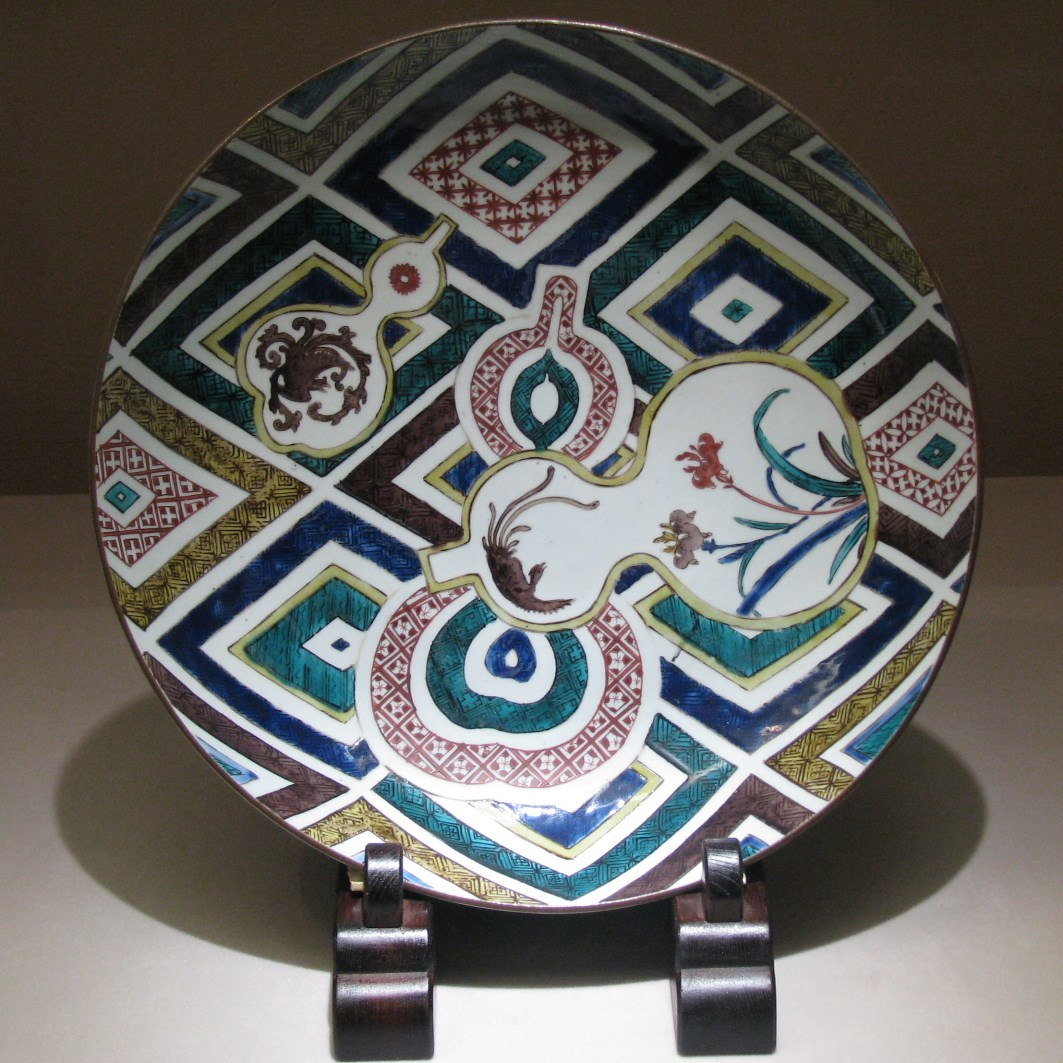
九谷燒Large dish Ko-Kyutani style, Arita ware (Edo-period) at MOC
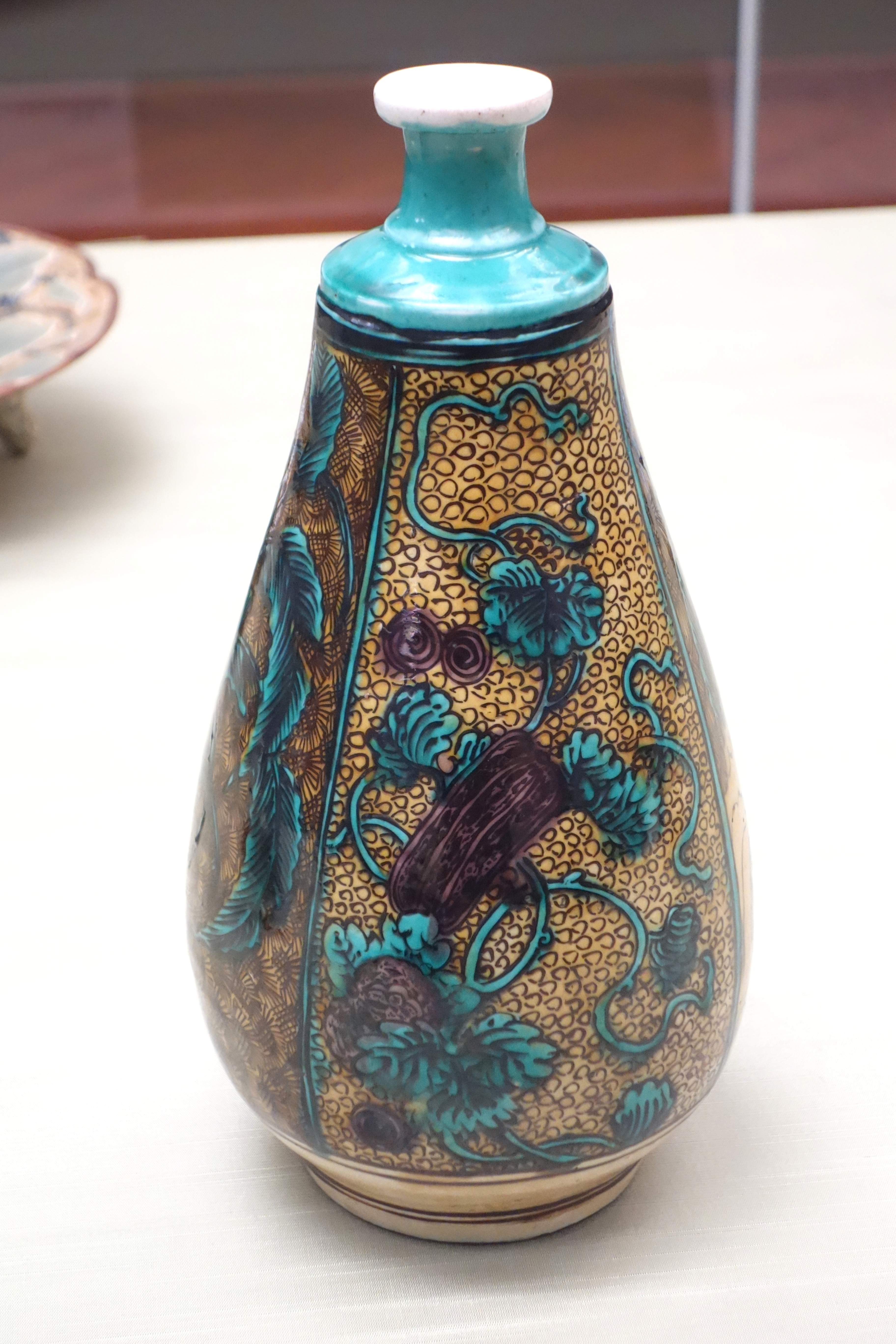
九谷燒Exhibit in the Tokyo National Museum, Tokyo, Japan.
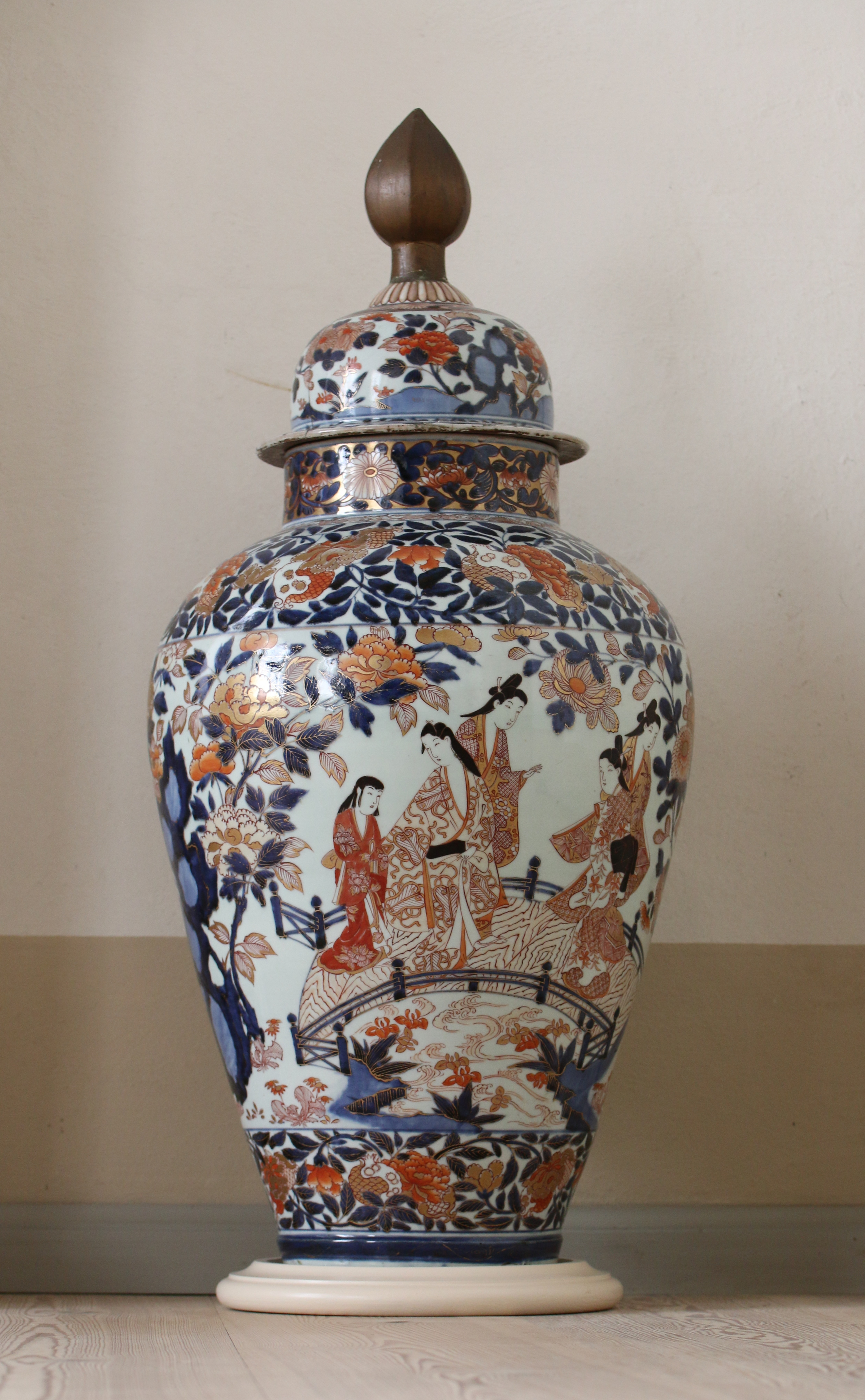
外銷歐洲的古伊萬里瓷中期Eine von vier Imari-Bodenvasen in der Porzellankammer von Schloss Caputh, hergestellt Ende 17. Jhd.